# Parcul Național Ötscher-Tormäuer
Parcul Național Ötscher-Tormäuer are o suprafață de 170 km², fiind situat în valea Eisenwurzen, districtul Scheibbs, landul Niederösterreich, Austria. Parcul național cuprinde pe teritoriul său localitățile: Annaberg, Gaming, Lackenhof, Mitterbach am Erlaufsee, Puchenstuben și  Anton an der Jeßnitz. La intrare în parc se pretinde o taxă, banii fiind folosiți pentru amenajarea drumurilor și întreținerea parcului.
1. 1 2  Nationally designated areas inventory, accesat în 26 iunie 2021